# Marlierea rugosior
Marlierea rugosior är en myrtenväxtart som beskrevs av Mcvaugh. Marlierea rugosior ingår i släktet Marlierea och familjen myrtenväxter. Inga underarter finns listade i Catalogue of Life.